# ایگشان آدامز
ایگشان آدامز (انگلیسی: Igshaan Adams؛ زادهٔ ۱۹۸۲) هنرمند هنرهای تجسمی اهل آفریقای جنوبی است.
شهرت او به واسطهٔ خلق آثاری با مدیوم‌های ملیله‌دوزی، مجسمه، اینستالیشن و پرفورمنس و ارتباط آن با پارچه به مثابه رسانه‌ای فرهنگی-هنری است. آثار او در پنجاه و نهمین دوسالانه ونیز، در سال ۲۰۲۲ نمایش داده شده است. همچنین از هنرمندان مدعو دوسالانهٔ سائوپائولو ۲۰۲۳ بوده است.

## زندگی‌نامه
ایگشان آدامز در سال ۱۹۸۲ در کیپ‌تاون، آفریقای جنوبی به دنیا آمد. او در شهرستان بونتهوول، واقع در کیپ فلتس در جنوب شرقی کیپ تاون بزرگ شد. بونتهوول یکی از گتوهایی بود که در دورهٔ آپارتاید در آفریقای جنوبی از آن برای جداسازی نژادی استفاده می‌شد. آدامز به‌عنوان هنرمندی کوئیر شناخته می‌شود.

## مضامین آثار
آدامز ملیله‌های بزرگ، چیدمان دیوار و کف، پارچه، منسوجات و سایر مواد روزمره مانند پارچه‌های دستشویی و حصار باغ خلق می‌کند. بسیاری از کارهای او از خاطرات دوران کودکی، روابط خانوادگی، خانه‌ای که در آن بزرگ شده‌اند و جامعهٔ اطراف آن مایه می‌گیرد.

## نمایش آثار در موزه‌ها
آثار آدامز در مجموعهٔ موزه هنر پرز میامی، فلوریدا به نمایش گذاشته شده است. همچنین مؤسسه هنر شیکاگو در ایلینوی، و مؤسسه هنر مینیاپولیس (MIA) در مینه‌سوتا نیز میزبان آثار او بوده‌اند.